# إوسعاست
إوسعاست أو إوسعاس، أو في اليونانية، ساوسيس، هي إلهة بدائية في الدين المصري القديم، وهي نظير أنثوي للإله الخالق أتوم. كانت إوسعاست تُصوَّر كامرأة تحمل الجعران على رأسها. وكانت تُعبد في مدينة أون أو إيونو، التي تُعرف باليونانية بهليوبوليس، كما كان يُعبد أتوم. ارتبطت إوسعاست بشجرة السنط المصري، وكان هناك أشجار سنط في المعبد المخصص لإوسعاست في هليوبوليس.
بدأت عملية الخلق عندما استمنى أتوم، أو تزاوج مع نفسه، لينتج الإلهين شو وتفنوت، وهكذا بدأت عملية الخلق. اليد التي استخدمها في هذا الفعل كانت مجسدة كإلهة، يد أتوم. وقد تمت مساواتها بـ حتحور أو إوسعاست ونبت حتبت، وهما إلهتان أخريان أصغر. تبدو النصوص الأقدم التي تذكرهما وكأنها تعامل إوسعاست ونبت حتبت كاسمين لإلهة واحدة، لكن بعد زمن الدولة الوسطى (حوالي 2000-1700 قبل الميلاد) تم التعامل معهما كإلهتين منفصلتين، رغم التشابه بينهما. اسم "إوسعاست" يعني شيئًا يشبه "هي التي تنمو كما تأتي" و"نبت حتبت" يعني "سيدة القرابين" أو "سيدة حقل القربان"، لذا يقترح عالم المصريات ستيفن كويرك أنهن يمثلن جانبين من الخلق: إوسعاست للنمو ونبت حتبت للوفرة.